# フィリピン海軍艦艇一覧
フィリピン海軍艦艇一覧は、フィリピン共和国海軍が過去保有した、または現在保有する、または将来保有する予定の、未完成・計画中止を含めた歴代艦艇一覧である。
凡例

## 現有勢力（2011年現在）
- 国防予算：11億6,000万ドル（+1億ドル）
- 海軍人員：2万2,000名
- 艦船隻数：120隻

フリゲート×1
コルベット×14
高速艇×8
哨戒艇×43
輸送艦×9
輸送艇×42
工作艦×1
給水艦×2
- 航空機数：14機

陸上固定翼機×9
陸上ヘリコプター×5
- コースト・ガード：船艇56隻

## 艦艇一覧（近代海軍）

### 水上戦闘艦

#### フリゲート
- ダトゥ・カランチャウ級(旧・米キャノン級護衛駆逐艦) - 3隻

ダトゥ・カランチャウ(PS-76 BRP Datu Kalantiaw)
ダトゥ・シカトゥナ(PS-77/PF-5 BRP Datu Sikatuna)
ラジャ・フマボン(PS-78/PF-11/FF-11 BRP Rajah Humabon)(旧：あさひ型護衛艦　2番艦「はつひ」)
- ホセ・リサール級 - 2隻

ホセ・リサール(FF-150 BRP Jose Rizal)
アントニオ・ルナ(FF-151 BRP Antonio Luna)
- ミゲル・マルバー級 - 2隻

ミゲル・マルバー(FFG-06 Miguel Malvar)
ディエゴ・シラン(FFG-07 Diego Silang)

#### コルベット
- ジャシント級（旧・英ピーコック級哨戒艦） - 3隻

エミリオ・ハシント(PS-35 BRP Emilio Jacinto)
アポリナリオ・マビニ(PS-36 BRP Apolinario Mabini)
アルテミオ・リカルテ(PS-37 BRP Artemio Ricarte)
- リサール級（Rizal class corvette) - 2隻

ケソン(PS-70 BRP Quezon)
リサール(PS-74 BRP Rizal)
- ミゲル・マルバー級（Miguel Malvar class corvette) - 11隻

ダトゥ・トゥパス(PS-18 BRP Datu Tupas)
ミゲル・マルバー(PS-19 BRP Miguel Malvar)
マガト・サラマト(PS-20 BRP Magat Salamat)
スルタン・クダラット(PS-22 BRP Sultan Kudarat)
ダトゥ・マリクド(PS-23 BRP Datu Marikudo)
セブ(PS-28 BRP Cebu)
ネグロス・オクシデンタル(PS-29 BRP Negros Occidental)
レイテ(PS-30 RPS Leyte)
パンガシナン(PS-31 BRP Pangasinan)
イロイロ(PS-32 BRP Iloilo)
サマール(PS-33 RPS Samar)
- コンラッド・ヤップ級（旧・韓浦項級コルベット） - 1隻

コンラッド・ヤップ(PS-39 BRP Conrado Yap)

#### 哨戒艦
- マリアーノ・アルバレス級(旧・米サイクロン級哨戒艇) - 1隻

マリアーノ・アルバレス(PS-38 BRP General Mariano Alvarez)
- カギチンガン級 - 4隻

カギチンガン(PG-101 BRP Kagitingan)
バゴンラカス(PG-102 BRP Bagong Lakas)
カタバーガン(PG-103 BRP Katapangan)
バゴンシーラン(PG-104 BRP Bagong Silang)
- トマス・バティロ級(旧・韓大鷲型哨戒艇) - 8隻
- デル・ピラール級(旧・米ハミルトン級カッター) - 3隻

グレゴリオ・デル・ピラール(PF-15 BRP Gregorio del Pilar)
ラモン・アルカラス(PF-16 BRP Ramon Alcaraz)
アンドレス・ボニファシオ(PF-17 BRP Andrés Bonifacio)

### 両用戦艦艇

#### 揚陸艦艇
ドック型輸送揚陸艦(LPD)
- ターラック級 - 2隻

ターラック(LD-601 BRP Tarlac)
ダバオ・デル・スール(LD-602 BRP Davao del Sur)
戦車揚陸艦(LST)
- LST-1級

コタバト(LT-36 RPS Cotabato)
パンパンガ(LT-37 RPS Pampanga)
ブラカン(LT-38 RPS Bulacan)
アルバイ(LT-39 RPS Albay)
ミサミス・オリエンタル(LT-40 RPS Misamis Orienta)
アグサン・デル・スール(LT-54 BRP Agusan del Sur)
シエラ・マドレ(LT-57 BRP Sierra Madre)
バターン(LT-85 BRP Bataan)
サンボアンガ・デル・スール(LT-86 BRP Zamboanga del Sur)
コタバル・デル・スール(LT-87 BRP Cotabato del Sur)
ミンドロ・オクシデンタル(LT-93 BRP Mindoro Occidental)
スリガオ・デル・ノルテ(LT-94 BRP Surigao del Norte)
スリガオ・デル・スール(LT-95 BRP Surigao del Sur)
カガヤン(LT-97 BRP Cagayan)
イロコス・ノルテ(LT-98 BRP Ilocos Norte)
ターラック(LT-500 BRP Tarlac)
ラグナ(LT-501 BRP Laguna)
サマール・オリエンタル(LT-502 BRP Samar Oriental)
ラナオ・デル・スール(LT-503 BRP Lanao del Sur)
ラナオ・デル・ノルテ(LT-504 BRP Lanao del Norte)
レイテ・デル・スール(LT-505 BRP Leyte del Sur)
ダバオ・オリエンタル(LT-506 BRP Davao Oriental)
ベンゲット(LT-507 BRP Benguet)
アウロラ(LT-508 BRP Aurora)
カヴィテ(LT-509 BRP Cavite)
サマール・デル・ノルテ(LT-510 BRP Samar del Norte)
コタバト・デル・ノルテ(LT-511 BRP Cotabato del Norte)
タウイ・タウイ(LT-512 BRP Tawi-Tawi)
カリンガ・アパヤオ(LT-516 BRP Kalinga Apayao)
中型揚陸艦(LSM)
- LSM-1級

バタネス(L-65 RPS Batanes)
イサベラ(LP-41 BRP Isabela)
バタネス(LP-65 BRP Batanes)
ウエスタン・サマール(LP-66 BRP Western Samar)
オリエンタル・ミンドロ(LP-68 BRP Oriental Mindoro)
兵站支援艦(LSV)
- バコロド・シティ級 - 2隻

バコロド・シティ(LS-550 BRP Bacolod City)
ダグパン・シティ(LS-551 BRP Dagupan City)
重揚陸艇(LCH)
- イバタン級 - 5隻

汎用揚陸艇(LCU)
- タグバヌア級 - 1隻

タグバヌア(AT-296 BRP Tagbanua)
- マノボ級 - 1隻

マノボ(AT-297 BRP Manobo)
- LCU-Mk.6級 - 5隻

上陸支援艇
- LCS(L)(3)-1級 - 3隻